# Euxoa westermanni
Euxoa westermanni är en fjärilsart som beskrevs av Otto Staudinger 1857. Euxoa westermanni ingår i släktet Euxoa och familjen nattflyn. Inga underarter finns listade i Catalogue of Life.